# Nieuwe Hansbrug
De Nieuwe Hansbrug is een betonnen liggerbrug over de Dijle op de grens van de gemeenten Haacht en Keerbergen. De brug bestaat uit één overspanning van 25 m, de breedte bedraagt 14,5 m.
De brug werd gebouwd in 1957 als vervanging van 200 meter stroomafwaarts gelegen Oude Hansbrug, die het toenemende verkeer niet meer kon verwerken.